# Calliaster elegans
Calliaster elegans är en sjöstjärneart som beskrevs av Doderlein 1922. Calliaster elegans ingår i släktet Calliaster och familjen ledsjöstjärnor. Inga underarter finns listade i Catalogue of Life.